# Ranunculus porrectus
Ranunculus porrectus är en ranunkelväxtart som beskrevs av George Simpson. Ranunculus porrectus ingår i släktet ranunkler, och familjen ranunkelväxter. Inga underarter finns listade i Catalogue of Life.